# 詹森山 (奧林匹斯山脈)
詹森山（英語：Mount Jason），是南極洲的山峰，位於維多利亞地，屬於奧林匹斯山脈的一部分，由威靈頓維多利亞大學命名，現時由南極條約體系管理。